# Kitab al-Kharaj
Kitab al-Kharaj (arabe كتاب الخراج , Le Livre de l'impôt foncier) est le nom d'un ouvrage économique rédigé par Abou Yûsûf.

## Circonstances
L'auteur de l'ouvrage l'imam Abou Yûsûf est considéré parmi les disciples les plus brillants du grand imam Abu Hanifa, fondateur du hanafisme l'une des quatre écoles du rite sunnite. 

L'auteur occupait la fonction de qadi à Bagdad sous le règne du calife abasside Harun ar-Rachid. Celui-ci le chargea de lui rédiger un livre sur les finances de l'État selon la charia.

## Contenu de l'ouvrage
Le livre a été subdivisé en 10 chapitres:
1. La définition du Kharaj.
2. Les hadiths mentionnant le Kharaj.
3. Les fondements de l'établissement du Kharaj.
4. L'assiette foncière du Kharaj.
5. La nature du Kharaj: est-il un salaire, un prix ou une djizîa?
6. La subdivision de la terre expropriée.
7. La quantification du Kharaj.
8. La nature juridique des actes concernant les terres du kharaj.
9. La nature juridique des actes du Gouverneur concernant les terres expropriées.
10. Les dépenses des recettes du kharaj.